# Vic-sur-Seille
Vic-sur-Seille (Duits: Wich an der Seille) is een gemeente in het Franse departement Moselle (regio Grand Est). De gemeente is gelegen aan de rivier de Seille en maakt deel uit van het arrondissement Sarrebourg-Château-Salins. Vic-sur-Seille telde op 1 januari 2022 1.325 inwoners.

## Geschiedenis
Tijdens de middeleeuwen verbleven de graaf-bisschoppen van Metz in Vic. Dit had te maken met de machtsstrijd tussen de bisschop en de machtige paraiges of patriciërs in de Rijksstad Metz. In 1630, tijdens de Dertigjarige Oorlog, nam een keizerlijk leger Vic in; de bisschopsstad stond onder Franse bescherming. In december van 1631 kon een Frans leger de plaats na een beleg opnieuw innemen. Op 6 januari 1632 werd hier het Verdrag van Vic getekend, waarbij hertog Karel IV van Lotharingen zijn bondgenootschap met de keizer moest opgeven.
Tot 22 maart 2015 was het de hoofdplaats van het kanton Vic-sur-Seille. Op die dag werden de kantons in het arrondissement Château-Salins samengevoegd en werd Vic-sur-Seille onderdeel van het kanton Le Saulnois.

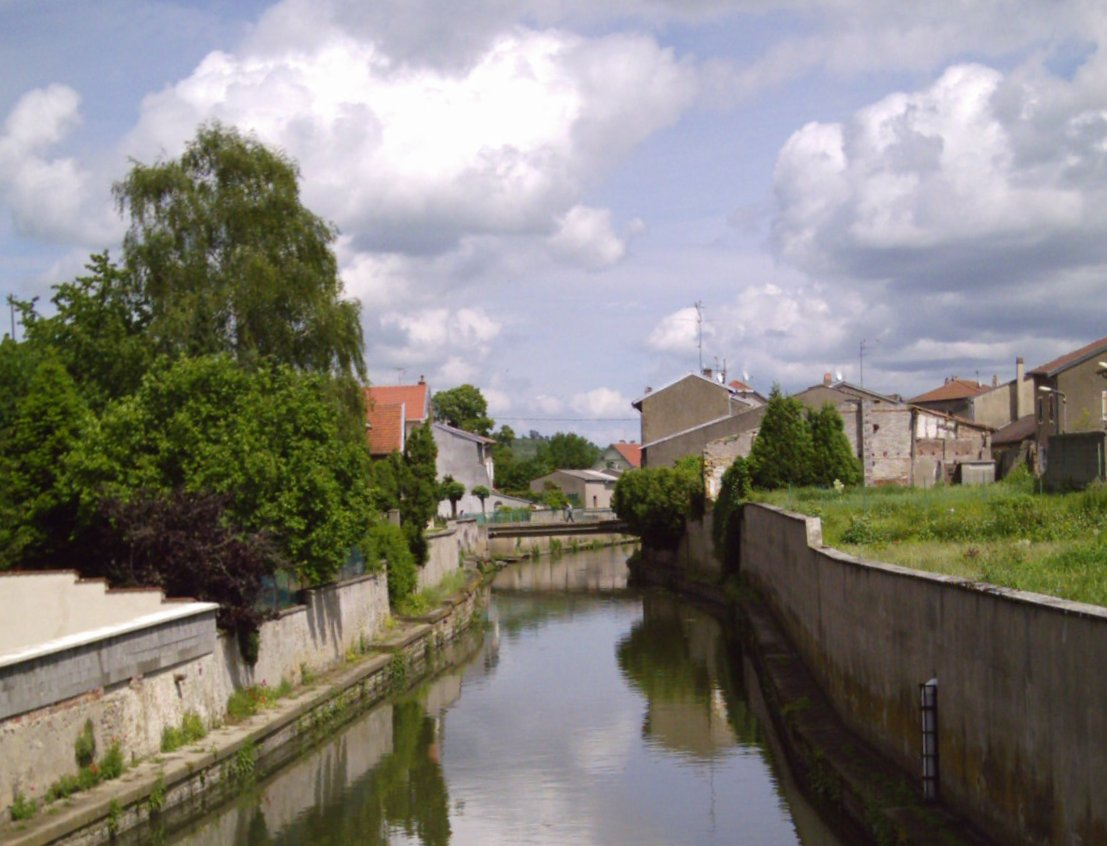
Vic-sur-Seille

## Geografie
De oppervlakte van Vic-sur-Seille bedroeg op 1 januari 2022 19,5 vierkante kilometer; de bevolkingsdichtheid was toen 67,9 inwoners per km².

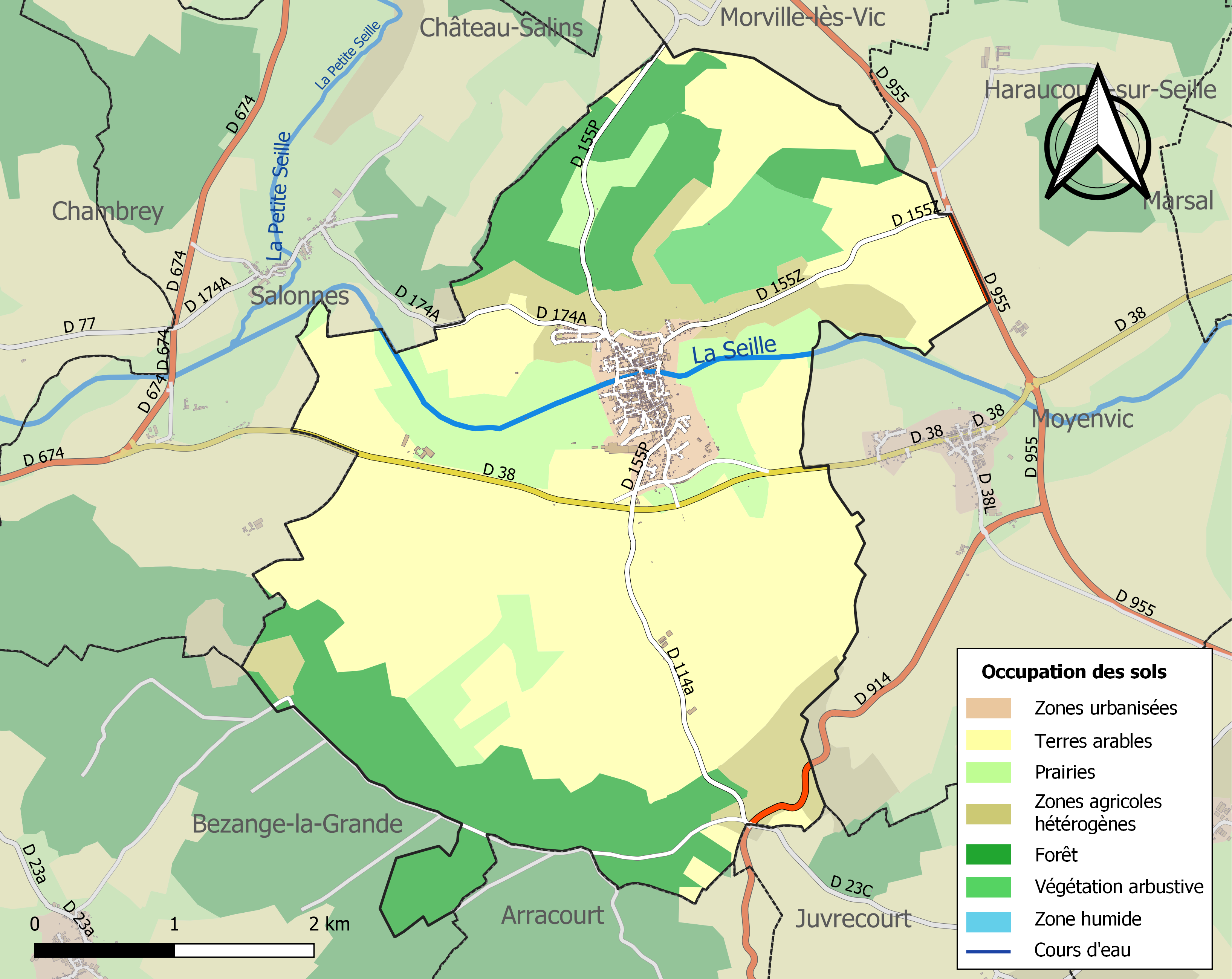
Kaart van de gemeente met de belangrijkste infrastructuur, bodemgebruik en omliggende gemeenten

## Demografie
Onderstaande figuur toont het verloop van het inwonertal (bron: INSEE-tellingen).

## Bezienswaardigheden en sport
Door deze plaats loopt de Europese wandelroute E2, ook bekend als de wandelroute GR5. De E2 loopt van Schotland tot aan Nice. 
- Voormalig klooster en kerk van de Karmelietenorde.
- Sinds 2003 is in Vic-sur-Seille het Musée Départemental Georges de La Tour gevestigd.
- Voormalig Muntgebouw

## Geboren in Vic-sur-Seille
- Georges de La Tour (1593-1652), kunstschilder